# Fillmore (Indiana)
Pour les articles homonymes, voir Fillmore.
Fillmore est une municipalité située dans le comté de Putnam, dans l’État de l'Indiana, aux États-Unis. Lors du recensement de 2020, elle comptait 532 habitants.